# Temitope Adeshina
Temitope Simbiat Adeshina (11 novembre 1998) è un'altista nigeriana.

## Biografia
Nel 2022 prende parte ai campionati africani di Saint-Pierre, dove conquista la medaglia d'argento nel salto in alto. Lo stesso anno si classifica decima ai Giochi del Commonwealth di Birmingham.
Nel 2024, dopo aver siglato il record nazionale nigeriano del salto in alto con la misura di 1,97, ed essersi diplomata per la terza volta campionessa nazionale (le prime due erano state nel 2022 e nel 2023) partecipa ai campionati africani di Douala, dove conquista la seconda medaglia d'argento alla rassegna continentale.

## Record nazionali
- Salto in alto: 1,97 m ( Eugene, 8 giugno 2024)

## Progressione

### Salto in alto
| Stagione | Misura | Luogo      | Data       | Rank. Mond. |
| -------- | ------ | ---------- | ---------- | ----------- |
| 2024     | 1,97 m | Eugene     | 8-6-2024   |             |
| 2023     | 1,94 m | Lagos      | 1-6-2023   | 21ª         |
| 2022     | 1,88 m | Benin City | 25-6-2022  | 67ª         |
| 2021     | 1,80 m | Lagos      | 19-6-2021  | 261ª        |
| 2021     | 1,80 m | Benin City | 10-4-2021  | 261ª        |
| 2020     | 1,70 m | Ozoro      | 14-2-2020  | 967ª        |
| 2019     | 1,80 m | Kaduna     | 27-7-2019  | 262ª        |
| 2018     | 1,70 m | Abuja      | 15-12-2018 | 1218ª       |

## Palmarès
| Anno | Manifestazione          | Sede         | Evento        | Risultato | Prestazione | Note |
| ---- | ----------------------- | ------------ | ------------- | --------- | ----------- | ---- |
| 2022 | Campionati africani     | Saint-Pierre | Salto in alto | Argento   | 1,79 m      |      |
| 2022 | Giochi del Commonwealth | Birmingham   | Salto in alto | 10ª       | 1,81 m      |      |
| 2024 | Campionati africani     | Douala       | Salto in alto | Argento   | 1,84 m      |      |
| 2024 | Giochi olimpici         | Parigi       | Salto in alto | 19ª (q)   | 1,88 m      |      |

## Campionati nazionali
- 3 volte campionessa nigeriana assoluta del salto in alto (2022-2024)

2019
- Argento ai campionati nigeriani assoluti, salto in alto - 1,80 m

2022
- Oro ai campionati nigeriani assoluti, salto in alto - 1,88 m

2023
- Oro ai campionati nigeriani assoluti, salto in alto - 1,85 m

2024
- Oro ai campionati nigeriani assoluti, salto in alto - 1,95 m